# Reflex d'acomodació
El reflex d'acomodació (o reflex d'acomodació-convergència) és una acció reflexa de l'ull, en resposta a enfocar en un objecte proper, després mirar un objecte llunyà (i viceversa), que inclou canvis coordinats en la forma de vergència, l'acomodació del cristal·lí i la mida de la pupil·la. Depèn del nervi cranial II (extremitat aferent del reflex), centres superiors (interneurona) i nervi cranial III (extremitat eferent de reflex). El canvi de forma del cristal·lí està controlat pels músculs ciliars de l'ull. Els canvis en la contracció dels músculs ciliars alteren la distància focal de l'ull, fent que les imatges més properes o llunyanes s'enfoquin a la retina; aquest procés es coneix com acomodació. El reflex, controlat pel sistema nerviós parasimpàtic, implica tres respostes: constricció pupil·lar, acomodació del cristal·lí i convergència.
Un objecte proper (per exemple, una pantalla d'ordinador) subtendeix una gran àrea en el camp visual, és a dir, els ulls reben llum des de grans angles. Quan es mou el focus d'un objecte llunyà a un objecte proper, els ulls convergeixen. Els músculs ciliars es contrauen fent el cristal·lí més gruixut, escurçant la seva distància focal. La pupil·la es contrau per tal d'evitar que els raigs de llum molt divergents que arriben a la perifèria de la còrnia i la lent entrin a l'ull i creïn una imatge borrosa.